# Poiares (Peso da Régua)
Poiares is een plaats (freguesia) in de Portugese gemeente Peso da Régua en telt 918 inwoners (2001).